# والاس فورد
والاس فورد (بالإنجليزية: Wallace Ford)‏ هو ممثل بريطاني، ولد في 12 فبراير 1898 في المملكة المتحدة، وتوفي في 11 يونيو 1966 بلوس أنجلوس في الولايات المتحدة بسبب نوبة قلبية.

## أعمال

### أفلام
- (1931) الممسوس
- (1932) فريكس
- (1934) رجال في الأبيض
- (1935) المخبر
- (1945) المسحورة
- (1945) دماء على الشمس
- (1950) هارفي
- (1956) صانع المطر
- (1958) الهتاف الأخير
- (1959) الساحر
- (1965) رقعة زرقاء

## وصلات خارجية
- والاس فورد على موقع IMDb (الإنجليزية)
- والاس فورد على موقع ألو سيني (الفرنسية)
- والاس فورد على موقع أول موفي (الإنجليزية)
- والاس فورد على موقع قاعدة بيانات برودواي على الإنترنت (الإنجليزية)
- والاس فورد على موقع قاعدة بيانات الأفلام السويدية (السويدية)
- والاس فورد على موقع إن إن دي بي (الإنجليزية)
- والاس فورد على موقع قاعدة بيانات الفيلم (الإنجليزية)
- والاس فورد على موقع كينوبويسك (الروسية)